# Boxberg, Main-Tauber
Boxberg är en stad i Main-Tauber-Kreis i regionen Heilbronn-Franken i Regierungsbezirk Stuttgart i förbundslandet Baden-Württemberg i Tyskland. Kommunen bildades 31 december 1971 genom en sammanslagning av kommunerna Buch am Ahorn, Eubigheim och Hohenstadt.
Staden ingår i kommunalförbundet Boxberg tillsammans med kommunen Ahorn.